# Jelenje
Jelenje est un village et une municipalité située dans le comitat de Primorje-Gorski Kotar, en Croatie. Au recensement de 2001, la municipalité comptait 4 877 habitants, dont 94,55 % de Croates et le village de Dražice, siège de la municipalité, comptait 1 805 habitants ; le village éponyme de Jelenje, quant à lui, comptait 410 habitants.

## Localités
La municipalité de Jelenje compte 17 localités :
| - Baštijani - Brnelići - Drastin - Dražice - Jelenje - Kukuljani - Lopača - Lubarska - Lukeži | - Martinovo Selo - Milaši - Podhum - Podkilavac - Ratulje - Trnovica - Valići - Zoretići |